# Dominik Custos
Dominik Custos, také Dominicus Custos de Foster, původním jménem Dominicus Baltens (1560, Antverpy - 1612, Augsburg) byl nizozemský kreslíř, mědirytec a nakladatel období pozdní renesance a manýrismu, který pracoval pro arcivévodu Ferdinanda Tyrolského, pro císaře Rudolfa II. a jejich dvořany.

## Životopis

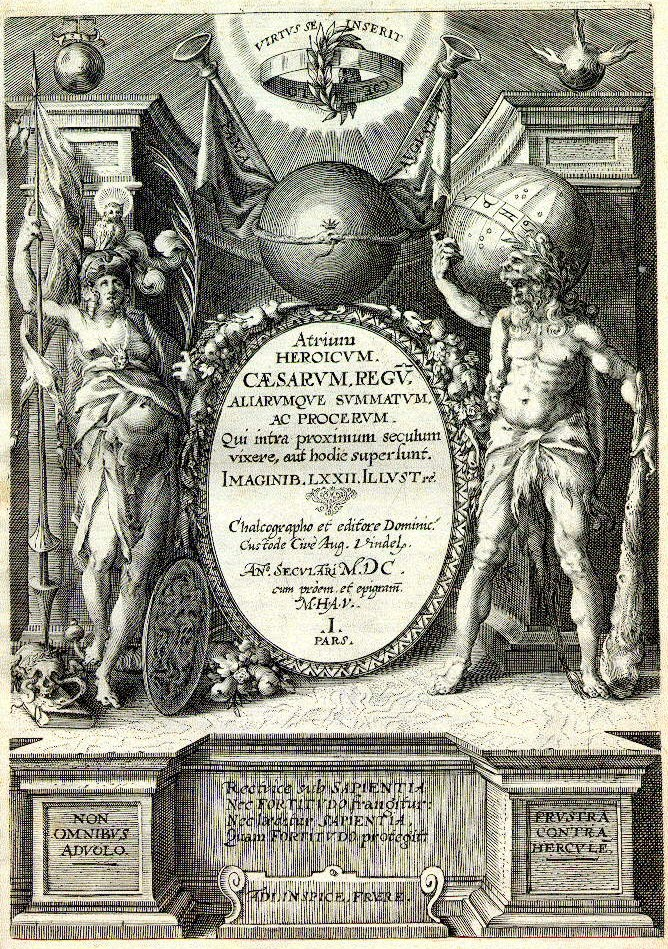
Titulní list alba Atrium heroicum s Moudrostí (Pallas Athéna) a Sílou (Atlas), Augsburg (1600–1602)

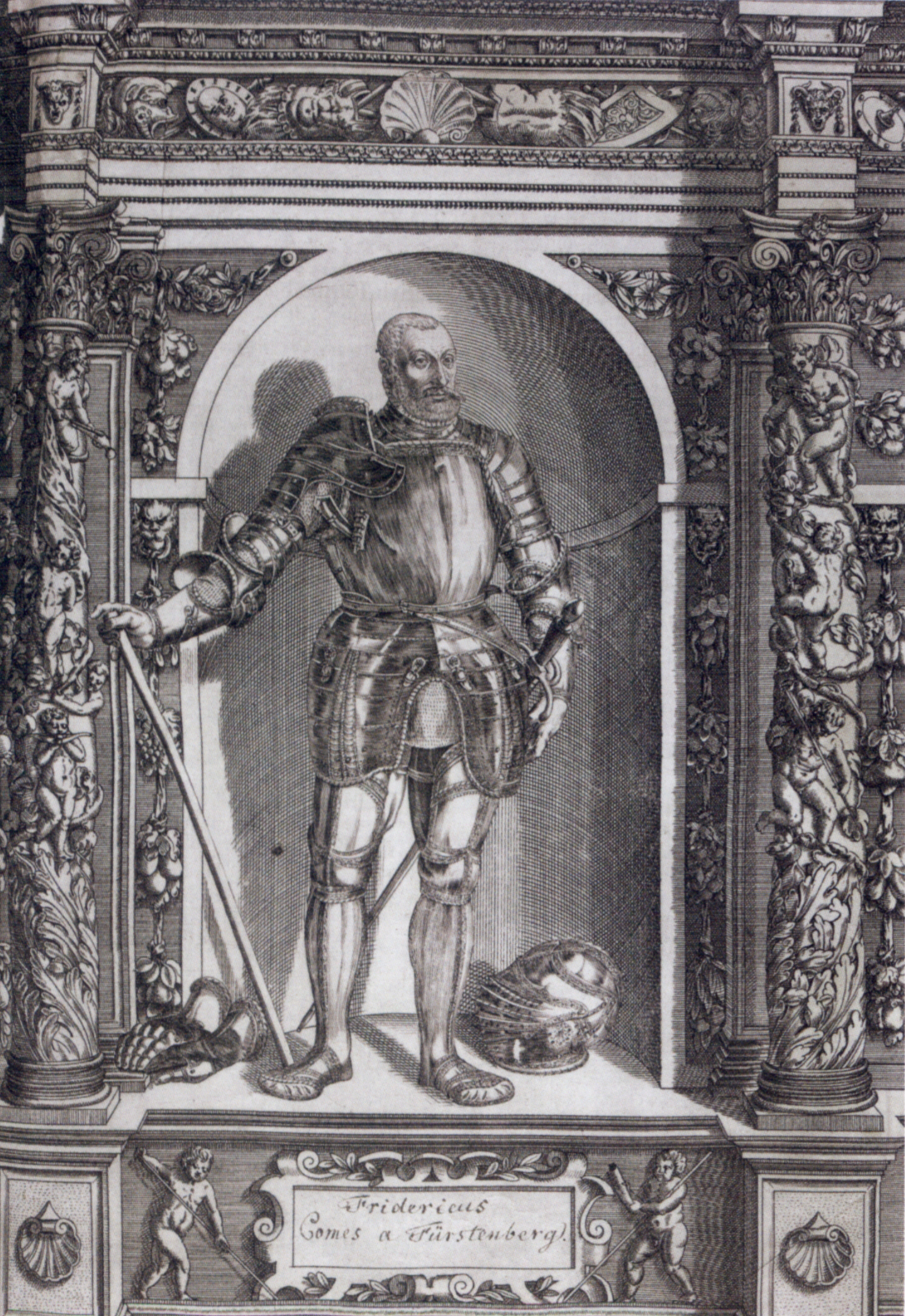
Fridrich z Fürstenbergu z alba Zbrojnice hrdinů, Augsburg 1603

Dominik Custos se narodil v roce 1560 v Antverpách jako syn vlámského malíře a básníka Pietera Baltense (1527–1584). Po smrti otce opustil vlast a změnil si příjmení na Custos. V roce 1588 se v Augsburku oženil s Marií Pfeyffelmannovou, vdovou po slezském zlatníkovi Bartholoměji Kiliánovi starším (1548–1588), otcem Wolfganga a Lukáše Kiliána. S ní měl tři syny Raphaela, Davida a Jakoba.
Custos s humanistou Markem Henningem vytvořili album tyrolských panovníků a šlechticů Tirolensium principum comitum, dokončevé v roce 1599. Obsahuje 28 portrétů tyrolských hrabat a knížat od Alberta I. (1190–1253) po Rudolfa II. (1552–1612). Henning napsal ke Custosovým rytinám texty a eulogia. (viz Španělský sál na zámku Ambras nad Innsbruckem).
V letech 1602 až 1604 vydal čtyřdílné album "Atrium heroicum caesarum, regium, aliarumque summatum..." ze 171 rytin portrétů panovníků, šlechticů, státníků, osobností, vojenských vůdců a významných obchodníků 16. století. Spis se stal jakýmsi ekvivalentem moderního Kdo je kdo. Custosovi nevlastní synové, Wolfgang a Lucas Kilian se na tvorbě podíleli, stejně jako později jeho tři vlastní synové. Byly sem zařazeny také portréty z jeho dřívějších sbírek "Fuggerorum et Fuggerarum Imagines" (1593) a "Tirolensium principum comitum Eicon" (1599). Pozoruhodná je šíře geografického pokrytí díla. To zahrnuje množství evropských a dokonce i některé východní země. Jelikož Custos neuměl latinsky, popisky jsou dílem Marcuse Henninga z Augsburku. V druhém vydání byly popisky přeloženy do němčiny. portrétů panovníků, šlechticů, státníků, vojenských velitelů, obchodníků a dalších hrdinů 16. století, které vzniklo pravděpodobně na objednávku císaře Rudolfa II. a vyšlo ve dvou vydáních s popiskami latinskými (1600-1601) nebo německými (1603).

Dominik Custos zemřel roku 1612 v Augsburgu. Jeho vlastní synové Rafael Custos, David a Jakub pokračovali v jeho díle v augsburské oficíně, nevlastní synové také v Praze.

## Dílo
- Album "Fuggerorum et Fuggerarum imagines, Qvae in familia natae. Qvaeve in familiam transiervnt. Qvot extant aere expressae imagines." (Obrazy Fuggerů a Fuggeroven, kteří se v rodině narodili nebo do rodiny vstoupili...); galerie mužů a žen slavného rodu německých bankéřů Fuggerů a přivdaných žen z rodin Gumppenbergů, Harrachů, Helfensteinů, Königseggů, Lichtenštejnů, Thurzů a dalších od roku 1398 do současnosti; Augsburg 1593, 2. vydání 1618, některé exempláře kolorované akvarelem a kvašem (Digitalizováno)
- Album "Tirolensium Principum Comitum Eicon" (Tyrolsko vládců a hrabat). Augsburg 1599 (Digitalizováno); Augsburg 1599, rozšířené druhé vydání 1623
- Album "Atrium heroicum caesarum, regium, aliarumque summatum..." (Dvorana hrdinů, císařů, králů,), album 171 rytin portrétů panovníků, šlechticů, státníků, vojenských vůdců, obchodníků a dalších evropských hrdinů 16. století, kromě Dominika Custose je ryli Lukas Kilian, Wolfgang Kilian a Matthias Kager; stěžejní dílo středoevropského manýrismu vzniklo pro císaře Rudolfa II.[3]; 1. část vyšla roku 1600.
- Album "Armamentarium Heroicum..." (Zbrojnice hrdinů), 125 rytin vojenských hrdinů, zobrazených jako sochy v stojící v portálu, podle předloh Giovanniho Battisty Fontany, s popiskami Jakuba Schrencka z Notzingu. Některé exempláře jsou kolorované akvarelem. Vydáno roku 1603 v Augsburgu
- Album Clarissimorum aliquot litteris, ingenio, fama virorum effigies (Podobizny nejskvělejších literátů, géniů a slavných mužů), portrétní rytiny soudobých evropských literátů a učenců s popiskami, v Augsburgu roku 1603 vydal tiskař Christophorus Mangus.